# 玛丽亚·泰斯塔
玛丽亚·泰斯塔（義大利語：Maria Testa，1956年2月5日—2009年9月），意大利前女子射箭运动员。她曾代表意大利参加1992年夏季奥林匹克运动会射箭比赛，结果未能获得奖牌。